# Râul Fundoaia, Jijia
Râul Fundoaia este un curs de apă, afluent al râului Jijia. 